# Dolichopus ungulatus
Dolichopus ungulatus är en tvåvingeart som först beskrevs av Carl von Linné 1758.  Dolichopus ungulatus ingår i släktet Dolichopus och familjen styltflugor.
Artens utbredningsområde är Wisconsin. Arten är reproducerande i Sverige. Inga underarter finns listade i Catalogue of Life.

## Bildgalleri

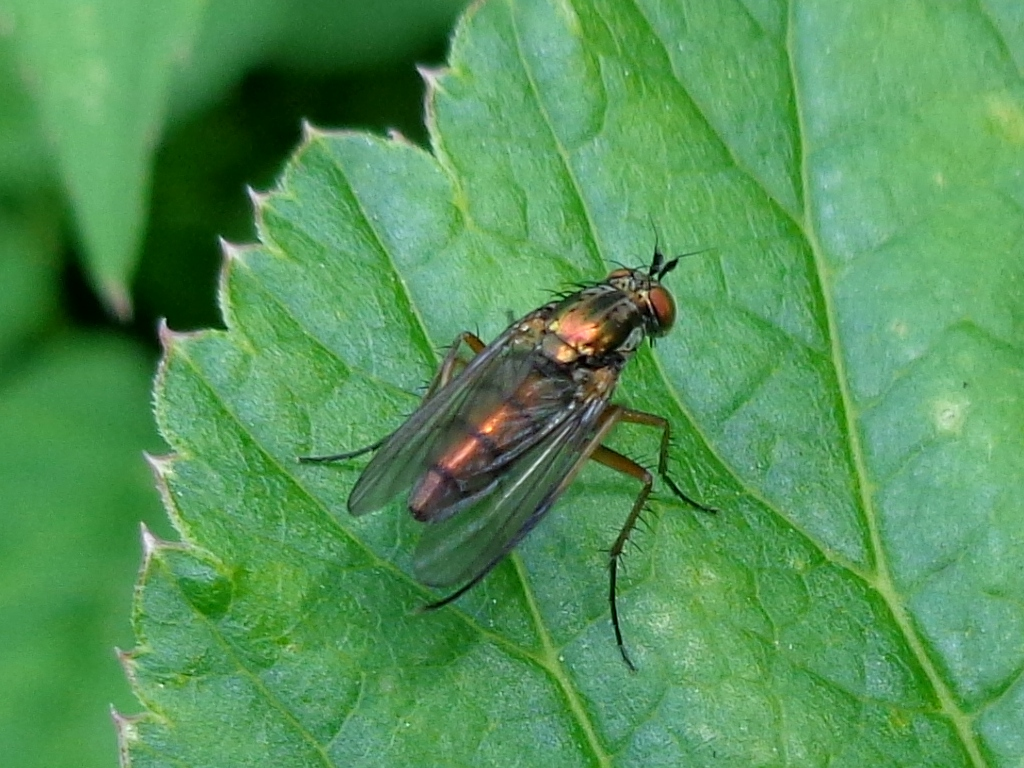
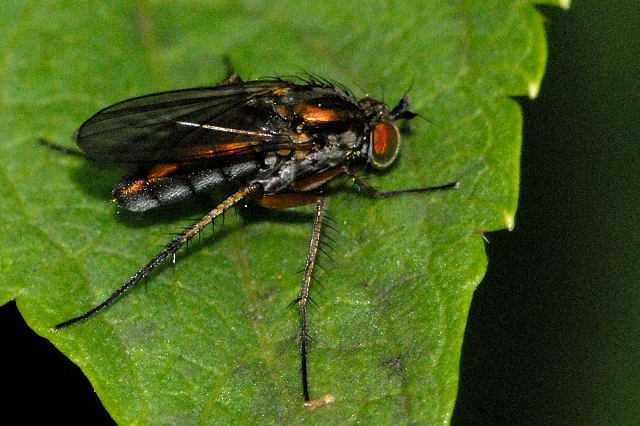